# 馬鞍壩
馬鞍壩，是臺灣的一座攔河堰，位於臺中市和平區，大甲溪天輪發電廠下游的溪谷，為一混凝土重力壩，功能為匯集天輪壩至馬鞍壩間之水量，引至馬鞍電廠發電。馬鞍壩是大甲溪設置的水壩，於1998年完工。

## 主要數據
- 集水區面積：916.4平方公里
- 總容量：96.5萬立方公尺
- 有效容量：57.5萬立方公尺

## 主要構造物
- 壩型：閘門控制溢流堰
- 溢洪道堰高：16.3公尺
- 壩長：229.5公尺
- 發電取水口取水閘門：寬6.4公尺、高8.2公尺
- 設有魚道。